# Elezioni parlamentari in Suriname del 2020
Le elezioni parlamentari in Suriname del 2020 si tennero il 25 maggio per il rinnovo dell'Assemblea nazionale.

## Risultati
| Liste                                        | Voti    | %     | Seggi |
| -------------------------------------------- | ------- | ----- | ----- |
| Partito Riformatore Progressista             | 108 378 | 39,45 | 20    |
| Partito Democratico Nazionale                | 65 862  | 23,97 | 16    |
| Partito Nazionale del Suriname               | 32 394  | 11,79 | 3     |
| Algemene Bevrijdings- en Ontwikkelingspartij | 24 956  | 9,08  | 8     |
| Pertjajah Luhur                              | 16 623  | 6,05  | 2     |
| Broederschap en Eenheid in de Politiek       | 6 835   | 2,49  | 2     |
| Altri                                        | 19 666  | 7,16  | –     |
| Totale                                       | 274 714 | 100   | 51    |